# Amy Chow

Amy Yuen Yee Chow ou Amy Chow (née le 15 mai 1978) est une ancienne gymnaste américaine. Elle remporte notamment la médaille d'or par équipe aux Jeux olympiques d'Atlanta en 1996.